# Safia placida
Safia placida är en fjärilsart som beskrevs av Heinrich Benno Möschler 1880. Safia placida ingår i släktet Safia och familjen nattflyn. Inga underarter finns listade.